# Robert Keohane
Robert Owen Keohane (3 de octubre de 1941), es un politólogo y profesor estadounidense. Cofundador, junto a su colega Joseph Nye, del institucionalismo neoliberal (en cuanto a relaciones internacionales se refiere). Los dos autores desarrollaron sus enfoques teóricos en 1977, en la publicación Power and Interdependence (Potencia e Interdependencia o Poder e Interdependencia).
Keohane es actualmente profesor en la Woodrow Wilson School de la Universidad de Princeton.
Oportunamente fue honrado con el Premio Johan Skytte en ciencia política, en el año 2005.